# پامولنگ
پامولنگ(اندونزیایی: Pamulang) شهری در استان جاوه غربی کشور اندونزی است. جمعیت این شهر بر اساس سرشماری سال ۲۰۰۰ میلادی ۱۶۳٫۶۲۰ تن بوده که در سال ۲۰۰۷ میلادی به ۱۷۸٫۹۶۱ نفر افزایش یافته‌است.